# Convento de Santa Isabel (Minsk)
El Convento de Santa Isabel (en bielorruso: Свята-Елісавецінскі манастыр, en ruso: Свято-Елисаветинский монастырь) es un convento ortodoxo en las afueras de Minsk, Bielorrusia. Actualmente es el único monasterio en funcionamiento en la ciudad.

## Actividades
El convento fue fundado en 1999 y lleva el nombre de la santa mártir Isabel Fiodórovna Románova. A las hermanas se les permite usar las túnicas blancas de las Hermanas de la Misericordia, incluso para la recolección de donaciones en las calles y la venta de artículos religiosos y artículos asociados con las actividades monásticas (miel, refrescos, hierbas, bálsamos y similares).
Actualmente, 130 monjas viven en el convento. Las granjas de hombres y mujeres aceptan ex drogadictos, alcohólicos y personas sin hogar para estancias temporales. El convento tiene una gran cadena minorista en Bielorrusia y comercia activamente en Europa y América del Norte. Los talleres producen utensilios de iglesia, vestimentas, ropa para laicos, recuerdos y alimentos. Posee una estructura móvil plegable transportada a varios lugares y países para realizar ventas de artículos religiosos y recuerdos, también hacen espectáculos de teatro de títeres a los niños.
Las hermanas brindan apoyo espiritual y asistencia a los pacientes del Centro Republicano de Salud Mental, del Segundo Hospital Clínico y de otras instituciones médicas, también cuenta con un internado psiconeurológico y un internado para niños con necesidades especiales.

## Controversias

### Nacionalismo (2017)
El convento usó su red minorista para promover las ideas del irredentismo ruso y su sacerdote principal apoyó adhesión de Crimea por parte de Rusia. En 2017, el teniente coronel del GRU Anton Manshin dio una charla en el convento describiendo su participación en las campañas del ejército ruso en Chechenia, Ucrania y Siria y promoviendo las ideas del mundo ruso. El editor del sitio web del convento dijo más tarde que la invitación de Manshin fue su error. En el mismo año, el convento acogió una exposición dedicada al emperador ruso Nicolás II y su familia.

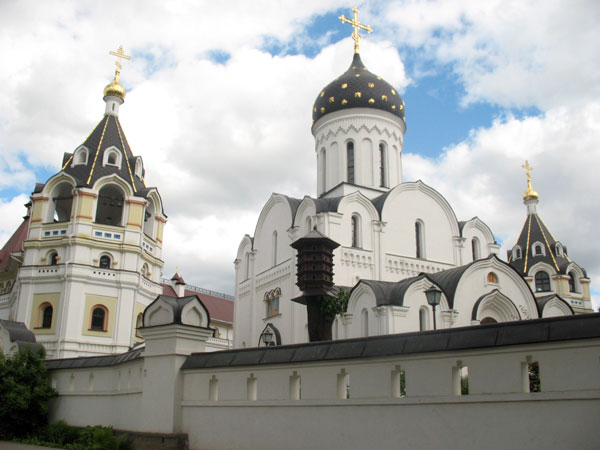
Convento de Santa Isabel, 1997

El convento se ha negado a agregar el idioma bielorruso a su sitio web. Entre los muchos templos del convento, no hay uno solo dedicado a los santos bielorrusos.

### Recogida de firmas para la prohibición de la propaganda homosexual (2019)
En noviembre de 2019, el convento se unió a la campaña de recolección de firmas en un llamado al presidente Alexander Lukashenko para prohibir "la propaganda y la demostración pública de la homosexualidad y otras perversiones sexuales a menores", y convertir dicha propaganda y manifestación pública en un delito penal. Anteriormente, este llamamiento fue iniciado por organizaciones provida. También fue apoyado por el arzobispo católico, Tadevuš Kandrusievič. Las firmas para el llamamiento se recogieron en el convento y en sus puntos de venta.
El sacerdote confesor del convento, el arcipreste Andréi Lemyashonak, difundió un video en el que advirtió contra los males que se extienden por Europa: los matrimonios entre personas del mismo sexo y la adopción de niños por parte de parejas del mismo sexo. Se refirió a ellos como el principio del fin del mundo. Llamó a detener este mal, que se impone a los jóvenes y arruina sus vidas y destruye familias, para que no se extienda a Bielorrusia.
Lemyashonak participó en una rueda de prensa presentando los resultados de la campaña. En su discurso, afirmó que las personas LGBT están enfermas y se debe orar por sus almas. Dijo, que "no hay madre, ni padre, ni vida sacramental, ni ejemplos de amor" en sus uniones.
Algunos sacerdotes ortodoxos criticaron la participación del convento en la campaña. Sergy Lepin, vocero de la Iglesia Ortodoxa Bielorrusa, enfatizó en que la recolección de firmas no fue iniciativa del convento, aunque el convento se unió a ella. Confirmó que la Iglesia ortodoxa no apoyó esta campaña, también se refirió al video de Lemyashonak como una "iniciativa personal". Según Lepin, “no debería haber iniciativas privadas en este sentido”. Pavel Siardzyuk, presidente de la Comisión Sinodal de la Iglesia Ortodoxa de Bielorrusia sobre la Familia, la Protección de la Maternidad y la Infancia, calificó la petición de discriminatoria. Destacó que apoyar la campaña fue "una iniciativa únicamente del convento de Santa Isabel".

### Brote de COVID-19 (2020-21)
En abril de 2020, los medios de comunicación bielorrusos y extranjeros publicaron informes sobre un brote de coronavirus en el convento de Santa Isabel. El gobierno bielorruso no declaró la cuarentena permitiendo que todas las iglesias del país permanecieran abiertas.
En una conferencia de prensa el 14 de abril, la Iglesia Ortodoxa de Bielorrusia, el Obispo Metropolitano Pavel, anunció que el Patriarca Kirill I de Moscú había bendecido a los fieles para que se abstuvieran de visitar las iglesias. El obispo Pavel llamó a los cristianos ortodoxos de Bielorrusia a adherirse a las palabras del Patriarca. Condenó a los "pseudopastores" que llamaron a ignorar al Patriarca ya seguir yendo a las iglesias. Dijo que todas las iglesias permanecerían abiertas, pero alentó a los fieles a quedarse en casa durante la Semana Santa y Pascua, y a seguir los servicios transmitidos por televisión y en línea. Dijo que la consagración de los platos se llevaría a cabo al aire libre.
A pesar de las advertencias del Patriarca y del Obispo Metropolitano Pavel, los servicios de Pascua del 19 de abril estuvieron concurridos, especialmente en las iglesias del Convento de Santa Isabel, como lo demuestran los videos de las iglesias y confirmado por el sacerdote confesor del convento, arcipreste Andréi Lemyashonak. A los creyentes se les daba la Comunión con una cuchara. El 23 de abril, la periodista rusa Marina Ajmédova citó a tres monjas que informaron que 970 personas habían comulgado con la misma cuchara en una de las iglesias del convento durante el servicio de Pascua a pesar de que se habían registrado casos de coronavirus en el convento. Según Ajmédova, 100 de las 130 monjas estaban aisladas, sin embargo, no especificó si todos los casos se debieron a la infección por coronavirus.
El 20 de abril, un comunicado publicado en el sitio web del convento negó los casos de coronavirus entre los clérigos y monjas del convento y calificó los informes como falsos
Sergy Lepin, portavoz de la Iglesia ortodoxa bielorrusa, reconoció que no se había garantizado la seguridad de las monjas y visitantes del convento de Santa Isabel.
El 30 de abril, el jefe de la Iglesia ortodoxa bielorrusa, el obispo metropolitano Pavel, se dirigió al clero, monjes, monjas y todos los laicos, señalando que no todos seguían las recomendaciones del Ministerio de Salud y las autoridades de la Iglesia con la debida atención y obediencia. Hizo un llamado a la observancia de los decretos del Patriarca y del Santo Sínodo, y todas las instrucciones anteriores. Señaló que la negligencia y el desacato deliberado a las normas sanitarias, y los llamados a ignorar las instrucciones de las autoridades de la Iglesia durante la epidemia no son evidencia de fe, sino “un crimen contra el prójimo y por lo tanto contra Dios”.
El mismo día, 30 de abril, se publicó un artículo del arcipreste Lemyashonak en el sitio web del Convento de Santa Isabel. Instó a los lectores a "no aislarse del prójimo, sino al contrario, unirse y pedir juntos ayuda con esta enfermedad. [...] Si una persona está destinada a infectarse, se infectará. Tarde o temprano todos dejaremos este mundo pasajero.”
El 21 de mayo, el jefe del policlínico que atiende al convento le dijo a un periodista que a fines de abril hubo 59 pruebas positivas de coronavirus entre los residentes del convento. La mayoría de los casos fueron leves o asintomáticos. Varias monjas fueron hospitalizadas y dadas de alta en el momento de la entrevista.

#### Escépticos de las vacunas
En el video compartido el 6 de junio de 2021, el sacerdote confesor del convento, el arcipreste Andréi Lemyashonak, anunció que seguiría el consejo del presidente del país de no vacunarse contra el covid. Dijo que "ni la enfermedad es un incidente al azar, ni la muerte es al azar [...] toda la vida, la tuya y la mía, está en manos de Dios. Ya sea que nos vacunemos o cualquier otra cosa que hagamos, no viviremos un solo minuto adicional en esta tierra".

### Despidos por motivos políticos (2020)

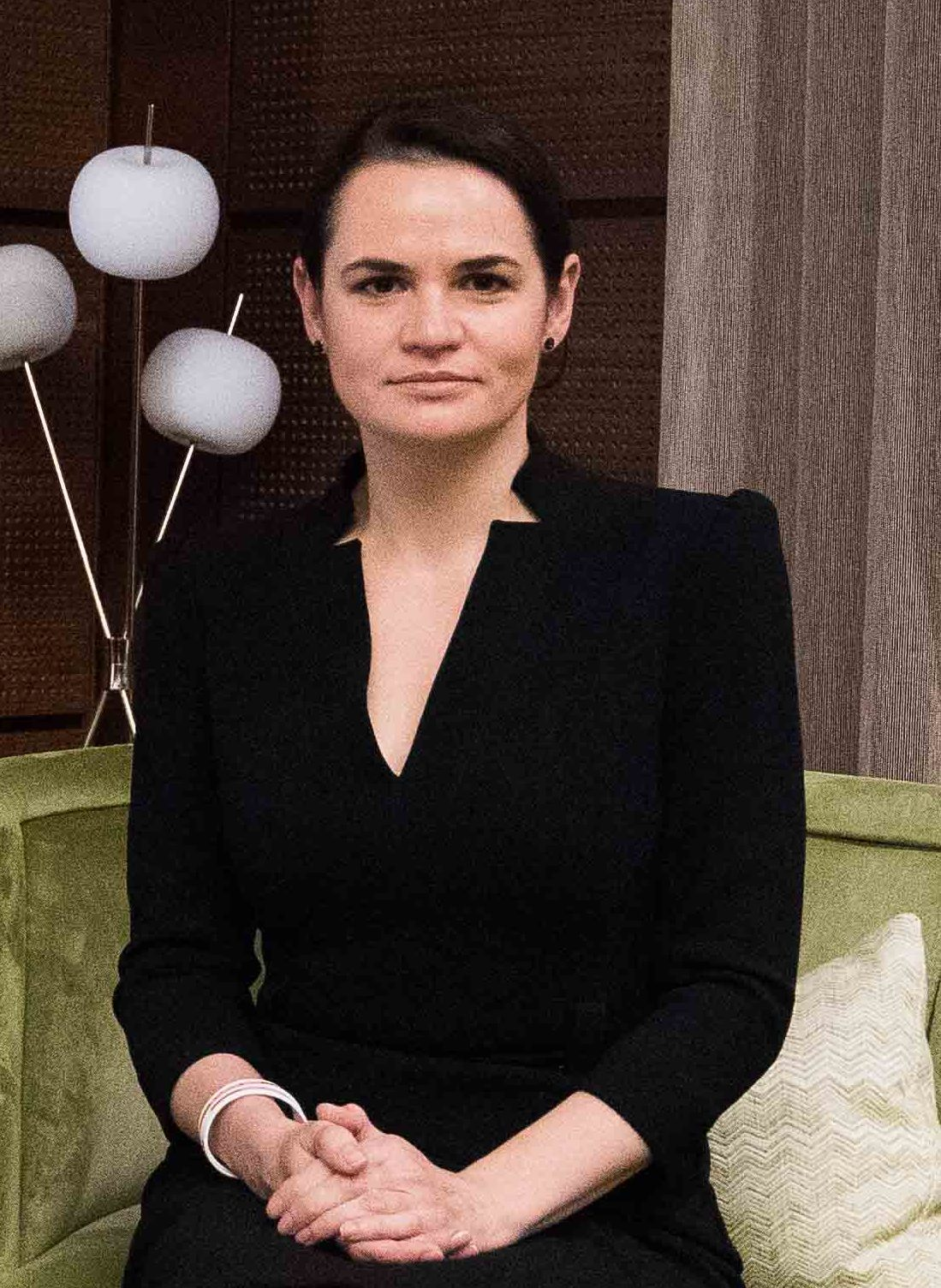
Svetlana Tijanóvskaya, candidata a las elecciones presidenciales de 2020 en Bielorrusia.

El Grupo de Trabajo de Visión Cristiana del Consejo de Coordinación de Bielorrusia informó sobre casos de presión política sobre el clero y el personal del convento durante la crisis sociopolítica en Bielorrusia tras las elecciones presidenciales de agosto de 2020. En la reunión general del convento del 18 de agosto de 2020, el sacerdote confesor del convento, Andréi Lemyashonak, habló en apoyo de Alexander Lukashenko. Explicó que las protestas en el país se debían a la conspiración contra la Iglesia Ortodoxa Rusa y advirtió que bajo Svetlana Tijanóvskaya habría orgullo gay y matrimonios entre personas del mismo sexo en Bielorrusia. Dijo que las personas asociadas con el convento tienen una opinión única sobre los acontecimientos en Bielorrusia, y aquellos a quienes no les gusta no deberían sentirse obligados a quedarse. Según esos informes, un número importante de empleados fueron despedidos o abandonaron sus puestos a los pocos meses de la reunión. En particular, fue despedido un especialista en gestión de suministros, Vitaly Leónovich.
El convento dejó de colaborar con el actor Aleksandr Zhdánovich después de que la policía antidisturbios lo detuviera y lo arrestara durante nueve días. Zhdánovich fue detenido luego de apelar a un oficial para que no gritara a una mujer en la calle; Zhdánovich sostenía una pequeña cruz de madera en sus manos. El actor fue miembro durante mucho tiempo de la parroquia del convento. El convento negó los informes de despidos por motivos políticos, incluido el cese de la colaboración con Aleksandr Zhdánovich.

### Apoyo a lainvasión rusa de Ucrania(2022-2023)
El Convento ha estado apoyando la agresión militar rusa en Ucrania de varias maneras. El sacerdote confesor del convento, el arcipreste Andrei Lemyashonak, habla regularmente sobre temas de política y guerra en sus sermones, en las asambleas generales del convento y durante eventos públicos como conciertos, exposiciones, etc. La segunda forma es apoyar y recaudar fondos para el ejército ruso. La recaudación de fondos la coordina la monja Alexandra (nombre civil: Liudmila Liakhova). Bendecida por el P. Lemeshonok, creó un grupo Ayuda a los Hermanos. En agosto de 2023, el Convento compró siete coches para el ejército ruso; en septiembre de 2023 ya eran nueve coches; También hubo casos de entrega de drones para el ejército ruso.

### Finanzas
En marzo de 2024 se publicó la investigación de Buro Media sobre las finanzas del Convento. Según la investigación, el Convento subestima la carga fiscal, disfraza los ingresos como donaciones y acepta pagos principalmente en efectivo. Los autores de la investigación describen el Convento como un "holding empresarial ortodoxo".